# Duke Records
Duke Records was een in 1952 door David James Mattis en Bill Fitzgerald in de Verenigde Staten opgericht platenlabel.

## Geschiedenis
In 1952 besloten DJ David Mattis en Bill Fitzgerald, die al eigenaren waren van Tri-State Recording Company een nieuw label op te richten dat zich vooral zou gaan richten op Rhythm-and-blues en gospelmuziek. Don Robey, de oprichter van Peacock Records, kreeg de leiding over Duke Records en vestigde het label in het pand van Peacock Records.
Johnny Ace was Duke's succesvolste jonge ster met een reeks nummer 1-hits, maar hij stierf een onfortuinlijke dood in 1954. Ace had tot aan zijn dood meer dan 1.750.000 albums verkocht. Duke's belangrijkste artiest zou Bobby Bland blijken. Bland bleef Duke Records van het begin tot aan het einde van het label in 1973 trouw. Ook Junior Parker was succesvol bij Duke, met een lange reeks singles tussen 1953 en 1966.
Op 23 mei 1973 verkocht Robey Duke aan ABC Dunhill Records om kort daarop in ABC op te gaan. De muziekcatalogus van Duke Records is tegenwoordig in het bezit van Universal.

## Artiesten
De bekendste artiesten die hebben opgenomen voor Duke Records en Peacock zijn:
| Artiest                    | Singles |
| -------------------------- | ------- |
| Buddy Ace                  | 17      |
| Johnny Ace                 | 16      |
| Bobby "Blue" Bland         | 59      |
| Clarence 'Gatemouth' Brown |         |
| Carl Carlton               |         |
| James "Thunderbird" Davis  | 6       |
| Ernie K-Doe                | 10      |
| Earl Forest                | 7       |
| Rosco Gordon               | 9       |
| Roy Head                   |         |
| Joe Hinton                 |         |
| Long John Hunter           |         |
| Frankie Lee                |         |
| Paul Perryman              | 6       |
| Junior Parker              | 33      |
| John Roberts               | 7       |
| Fenton Robinson            |         |
| Otis Rush                  |         |
| The El Torros              | 5       |
| Big Mama Thornton          |         |
| Lavelle White              | 6       |
| Lester Williams            |         |
| O.V. Wright                |         |